# Pori Bears 2018
Questa voce raccoglie le informazioni riguardanti i Pori Bears nelle competizioni ufficiali della stagione 2018.

## II-divisioona 2018

### Stagione regolare
| Pori 26 maggio 2018, ore 17:00 3ª giornata | Pori Bears | 47 – 8 | Mikkeli Bouncers | Porin urheilukeskus |

| Helsinki 3 giugno 2018, ore 15:30 4ª giornata | Helsinki Wolverines Blue | 8 – 49 | Pori Bears | Brahenkenttä |

| Pori 9 giugno 2018, ore 14:00 5ª giornata | Pori Bears | 10 – 7 | Jyväskylä Jaguaarit | Porin urheilukeskus |

| Pori 16 giugno 2018, ore 17:00 6ª giornata | Pori Bears | 68 – 0 | Lohja Lions | Porin urheilukeskus |

| Mikkeli 7 luglio 2018, ore 14:00 8ª giornata | Mikkeli Bouncers | 13 – 20 | Pori Bears | Urpolan tekonurmi |

| Pori 14 luglio 2018, ore 17:00 9ª giornata | Pori Bears | 50 – 0 | Helsinki Wolverines Blue | Porin urheilukeskus |

| Lohja 28 luglio 2018, ore 12:00 11ª giornata | Lohja Lions | 14 – 19 | Pori Bears | Harjun kenttä |

| Jyväskylä 5 agosto 2018, ore 18:00 12ª giornata | Jyväskylä Jaguaarit | 0 – 39 | Pori Bears | Palokan kenttä |

### Playoff
| Pori 18 agosto 2018, ore 15:00 Rautamalja | Pori Bears | 31 – 8 | Mikkeli Bouncers | Porin urheilukeskus |

## Statistiche di squadra
| Competizione      | %Vittorie | In casa | In casa | In casa | In casa | In casa | In casa | In trasferta | In trasferta | In trasferta | In trasferta | In trasferta | In trasferta | Totale | Totale | Totale | Totale | Totale | Totale |
| Competizione      | %Vittorie | G       | V       | N       | P       | Pf      | Ps      | G            | V            | N            | P            | Pf           | Ps           | G      | V      | N      | P      | Pf     | Ps     |
| ----------------- | --------- | ------- | ------- | ------- | ------- | ------- | ------- | ------------ | ------------ | ------------ | ------------ | ------------ | ------------ | ------ | ------ | ------ | ------ | ------ | ------ |
| Stagione regolare | 1.000     | 4       | 4       | 0       | 0       | 175     | 15      | 4            | 4            | 0            | 0            | 137          | 35           | 8      | 8      | 0      | 0      | 302    | 50     |
| Playoff           | 1.000     | 1       | 1       | 0       | 0       | 31      | 8       | 0            | 0            | 0            | 0            | 0            | 0            | 1      | 1      | 0      | 0      | 31     | 8      |
| Totale            | 1.000     | 5       | 5       | 0       | 0       | 206     | 23      | 4            | 4            | 0            | 0            | 137          | 35           | 9      | 9      | 0      | 0      | 333    | 58     |